# Liste der Stolpersteine in Seevetal
In der Liste der Stolpersteine in Seevetal werden die vorhandenen Gedenksteine aufgeführt, die im Rahmen des Projektes Stolpersteine des Künstlers Gunter Demnig (* 1947) bisher in Seevetal verlegt worden sind. Mit ihnen soll an Opfer des Nationalsozialismus erinnert werden, die in Seevetal lebten und wirkten.

## Verlegte Stolpersteine
| Bild                                          | Inschrift, Person | Adresse                                                     | Verlegedatum | Anmerkung |
| --------------------------------------------- | --- | ----------------------------------------------------------- | ------------ | --- |
| Stolperstein für Erna Marie Ahrens (Seevetal) | In Jehrden wohnte Erna Marie Ahrens Jg. 1903 eingewiesen 1938 Heilanstalt Lüneburg verlegt 8.9.1943 Heilanstalt Pfafferode/Mühlhausen ermordet 27.2.1944 | Kirchstraße 11 (OT Hittfeld) (Standort)                     | 3. Okt. 2021 | Erna Marie Ahrens lebte im heute dünn besiedelten Glüsinger Ortsteil Jehrden, das Wohnhaus der Familie wurde in den 1950er-Jahren abgerissen. Da diese Stelle heute öffentlich nicht mehr zugänglich ist, entschlossen sich Initiatoren und Gemeinde zur Verlegung vor dem Eingang des Rathauses in Hittfeld. |
| Stolperstein für Martha Dölle                 | In Meckelfeld wohnte Martha Dölle Jg. 1910 eingewiesen Heilanstalt Lüneburg letztes Lebenszeichen Juli 1940 Schicksal unbekannt                          | Am Schulteich 1 (OT Meckelfeld) Gemeindebücherei (Standort) | 2. Juni 2025 | |
| Stolperstein für Adolf Wendt                  | In Meckelfeld wohnte Adolf Wendt Jg. 1901 verhaftet KZ Neuengamme ermordet 19. 1. 1944                                                                   | Am Schulteich 1 (OT Meckelfeld) Gemeindebücherei (Standort) | 2. Juni 2025 | |